# Der Tempel des Apoll
Der Tempel des Apoll (Originaltitel: Who Mourns for Adonais?) ist die nach Ausstrahlungsreihenfolge zweite und nach Produktionsreihenfolge vierte Episode der zweiten Staffel der Science-Fiction-Fernsehserie Raumschiff Enterprise. Sie wurde in englischer Sprache erstmals am 22. September 1967 bei NBC ausgestrahlt. In Deutschland war sie zum ersten Mal am 4. November 1972 in einer synchronisierten Fassung im ZDF zu sehen.

## Handlung
Im Jahr 2267 bei Sternzeit 3468.1 erforscht die Enterprise den Planeten Pollux IV. Chefingenieur Scott flirtet mit der neuen Offizierin Carolyn Palamas. Plötzlich entdeckt Navigator Chekov eine riesige grüne Hand, die sich vom Planeten nähert und das Schiff festhält. Laut den Messungen des ersten Offiziers Spock besteht sie aus reiner Energie. Alle Versuche, das Schiff zu befreien, schlagen fehl. Da erscheint das Gesicht eines Mannes, der die Besatzung als seine „Kinder“ bezeichnet und behauptet, vor 5.000 Jahren die Erde besucht zu haben. Er lädt Captain Kirk zu einem Besuch ein und macht klar, dass eine Ablehnung keine Option ist. Gemeinsam mit Scott, Chekov, Palamas und Schiffsarzt McCoy beamt Kirk auf den Planeten.
Auf der Oberfläche finden sie ein Gebäude vor, das einem griechischen Tempel gleicht. Der Mann, der sie hier erwartet, stellt sich selbst als der Gott Apoll vor. McCoys Scans deuten hingegen darauf hin, dass es sich bei ihm um einen gewöhnlichen Menschen handelt. Um das zu entkräften, wächst er nun zu riesenhafter Größe an. Er erklärt, dass er und die anderen griechischen Götter einst die Erde besucht hatten, und verlangt nun, dass die Besatzung der Enterprise ihn anbetet. Im Gegenzug verspricht er ein einfaches Leben voller Freuden. Apoll ist besonders von Lieutenant Palamas angetan, was Scott sehr missfällt. Als er ihr beistehen will, macht Apoll die Phaser des Außenteams unwirksam, schleudert Scott fort und stört die Funkverbindung zum Schiff. Auf der Enterprise stellt Steuermann Sulu unterdessen eine seltsame Energie fest, die vom Planeten ausgeht, kann aber ihre genaue Quelle nicht ausmachen.
Apoll ist jetzt allein mit Palamas und erklärt ihr, die Götter hätten die Erde verlassen, als die Menschen sich von ihnen abwandten. Sie kehrten in ihre Heimat zurück, doch sie brauchten Anbetung, wie Menschen Nahrung benötigen. Obwohl sie nicht im menschlichen Sinne sterben können, schwanden sie nach und nach dahin. Nur Apoll glaubte fest daran, dass die Menschen einst zu den Sternen aufbrächen, und erwartete sie hier auf Pollux IV. Nun will er, dass Palamas seine Königin wird. Die anderen Mitglieder des Außenteams messen indes die gleiche Energie, die auf dem Schiff bemerkt wurde. Chekov vermutet, dass Apolls Körper über ein Organ verfügt, mit dem er sich diese Energie zunutze machen kann. Apoll kommt zu ihnen und erklärt, dass Palamas nicht zu ihnen zurückkehren wird. Scott will auf ihn losgehen, doch Apoll streckt ihn mit einem Blitz aus seinem Finger nieder. Chekov bemerkt, dass ihn das offenbar viel Kraft gekostet hat, und schließt, dass seine Macht begrenzt sein muss. Kirk will nun Apolls Kräfte entscheidend schwächen, indem sich ihm alle gleichzeitig entgegenstellen. Der Plan scheitert allerdings am beschwichtigenden Eingreifen von Palamas, die nicht eingeweiht war.
Palamas beginnt Gefühle für Apoll zu entwickeln und ist durchaus aufgeschlossen gegenüber seinem Plan, mit ihr ein neues Göttergeschlecht zu zeugen. Kirk redet jedoch auf sie ein und kann sie schließlich davon überzeugen, dass sie eine Verantwortung gegenüber der Enterprise und der Menschheit hat und Apolls Plan für die Menschen letztlich nur Versklavung bedeuten würde. Auf der Enterprise wurde in der Zwischenzeit Apolls Tempel als Quelle seiner Energie ausgemacht und ein Weg gefunden, sein Energiefeld zu durchdringen und wieder Kontakt mit dem Außenteam aufzunehmen.
Apoll ist wieder allein mit Palamas, doch zu seiner Überraschung behauptet sie nun, dass sie ihn nicht liebt, sondern nur als ein interessantes Studienobjekt ansieht. Voller Zorn wird er wieder riesengroß und beschwört Wind und Gewitter herauf. Jetzt befiehlt Kirk der Enterprise, den Tempel mit den Schiffsphasern zu beschießen. Nach einer Weile liegt er in Trümmern und Apoll ist seiner Kräfte beraubt. Er bittet die Menschen um Vergebung und entschwindet langsam zu den anderen Göttern.

## Verbindungen zu anderen Star-Trek-Produktionen
Viele Elemente aus dieser Folge wurden in späteren Star-Trek-Produktionen wieder aufgegriffen:
- In Folge 2.05 (Kulkulkan – Der Mächtige) der Zeichentrickserie Die Enterprise von 1974 wird ebenfalls die Thematik von außerirdischen Wesen, die auf der Erde als Götter auftreten, behandelt. Hier trifft die Enterprise auf die mesoamerikanische Gottheit Kukulkan.
- Auch die Thematisierung des biblischen Gottes war geplant. Gene Roddenberry schrieb 1975 einen entsprechenden Drehbuchentwurf mit dem Titel The God Thing für den ersten Star-Trek-Kinofilm. In der finalen Drehbuchfassung kam die Gottes-Thematik dann nicht mehr vor, sie wurde aber in dem 1989 erschienenen Film Star Trek V: Am Rande des Universums wieder aufgegriffen.
- Die Folge 6.12 (Wer trauert um Morn?, Originaltitel: Who Mourns For Morn?) der Serie Star Trek: Deep Space Nine von 1998 spielt auf den englischen Titel Who Mourns for Adonais? an.
- Im Film Star Trek Beyond von 2016 redet Scotty (hier gespielt von Simon Pegg) von einer riesigen grünen Hand als möglichen Grund für das Verschwinden der USS Franklin. Im Abspann des Films ist diese Hand zu sehen.
- In der Short Treks-Folge 2.04 (Ephraim and Dot) von 2019 ist eine animierte Version der Enterprise und Apolls grüner Hand zu sehen.

## Produktion

### Drehbuch
Der Originaltitel der Folge geht zurück auf das Gedicht Adonais von Percy Bysshe Shelley aus dem Jahr 1821:

„Who mourns for Adonais? Oh, come forth,

Fond wretch! and know thyself and him aright.

⁠Clasp with thy panting soul the pendulous Earth;

⁠As from a centre, dart thy spirit's light

⁠Beyond all worlds, until its spacious might

⁠Satiate the void circumference: then shrink

⁠Even to a point within our day and night;

⁠And keep thy heart light lest it make thee sink

When hope has kindled hope, and lured thee to the brink.“

Die griechischen Götter und Helden wurden in der ursprünglichen Drehbuchfassung mit ihren lateinischen Namensvarianten bezeichnet. Erst in einer überarbeiteten Fassung wurden die griechischen Namen benutzt. Die einzige Ausnahme bildet Herakles, der in der Folge „Hercules“ genannt wird.
Ein früher Drehbuchentwurf sah ein alternatives Ende vor, nach dem Carolyn Palamas von Apoll schwanger sein sollte. Für die finale Drehbuchfassung wurde dies abgeändert, für James Blishs Text-Adaption aber beibehalten.

### Darsteller
In Ausstrahlungsreihenfolge ist dies die erste Folge, in der alle sieben Figuren, die später als Hauptfiguren der Serie Raumschiff Enterprise und der hierauf basierenden Spielfilme gelten sollen (Kirk, Spock, McCoy, Scott, Sulu, Uhura und Chekov), einen Auftritt haben. In Produktionsreihenfolge ist dies Im Namen des jungen Tiru.
Für die Rolle des Apoll war ursprünglich Jon Voight vorgesehen, der aber bereits anderweitig verpflichtet worden war.

### Kamera
Da der leitende Kameramann (Director of photography) Gerald Finnerman während der Dreharbeiten krank wurde, vertrat ihn Arch Dalzell zwei Tage lang, erhielt dafür aber keine Nennung in den Credits der Folge.

### Kostüme
Leslie Parrish trug in Folge 1.24 (Auf der Suche nach Lisa) der Krimiserie Mannix von 1968 das gleiche Kleid, das sie sie auch in Der Tempel des Apoll trug.

## Adaptionen
James Blish schrieb eine Textfassung von Der Tempel des Apoll, die auf Englisch erstmals 1972 in der Geschichtensammlung Star Trek 7 erschien. Die deutsche Übersetzung erschien 1972.

## Rezeption
Christian Blauvelt listete Der Tempel des Apoll 2022 auf hollywood.com in einem Ranking aller 79 Raumschiff-Enterprise-Folgen auf Platz 37.

## Parodien und Anspielungen
Die Folge 4.12 (Der letzte Trekki) der Zeichentrickserie Futurama von 2002 parodiert zahlreiche Folgen von Raumschiff Enterprise. Unter anderem kommen hier griechische Ruinen vor und das Weltraumwesen Melllvar packt das Planet-Express-Raumschiff mit einer riesigen Hand.
In der Folge To Serve All My Days der Fanserie Star Trek: New Voyages von 2006 unterhalten sich ein älterer Chekov (hier ebenfalls von Walter Koenig gespielt) und sein jüngeres Ich über die Ereignisse aus Der Tempel des Apoll.
In der Folge Pilgrim of Eternity der Fanserie Star Trek Continues von 2013 verkörpert Michael Forest erneut die Rolle des Apoll.
Im Film X-Men: Apocalypse von 2016 läuft die Folge Der Tempel des Apoll im Fernsehen.